# Stichting Machinale Landbouw

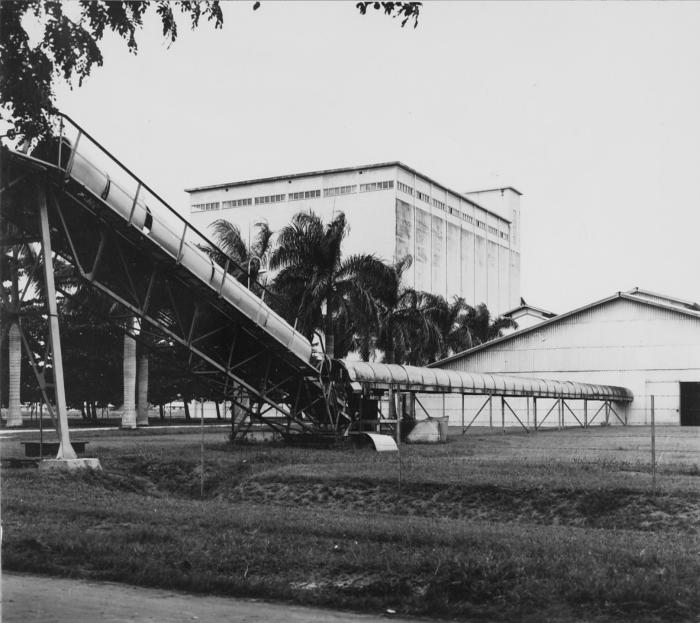
Gebouwen voor rijstverwerking te Wageningen

De Stichting Machinale Landbouw (SML) was een Surinaams staatsbedrijf voor het verbouwen van rijst. Het was gevestigd in Wageningen (Suriname).
In 1974 werd het monumnet 25 jaar SML onthuld en opgedragen aan de "pioniers van het Wageningen Project".

## Geschiedenis
De "Stichting voor de Ontwikkeling van de Machinale Landbouw in Suriname" werd in 1949 opgericht door de Nederlandse Landbouwhogeschool Wageningen als project met het doel Nederlandse boeren aan te zetten om rijst te verbouwen in Suriname. Nadat deze opzet mislukte werd de SML een zelfstandig rijstbouwbedrijf. Rond de SML ontstond het dorp Wageningen. In 1975, bij de onafhankelijkheid van Suriname, ging de SML over naar de Surinaamse staat die het bedrijf vervolgens exploiteerde.
Tot medio jaren 80 van de twintigste eeuw draaide de SML goed maar later kwam door wanbestuur en politieke problemen de klad er in. Eind jaren 90 kwam de SML in financiële problemen. De SML werd opgeheven en een nieuwe entiteit werd opgericht: "Surinam Rice Organizations" (SRO). Er werd geprobeerd het bedrijf te verkopen aan de rijstmagnaat Imro Manglie maar dat mislukte. Ook verdere pogingen om SRO te privatiseren waren onsuccesvol. De bezittingen werden grotendeels verkocht.